# Loraine (Illinois)
Pour les articles homonymes, voir Lorraine (homonymie).
Loraine est un village du comté d'Adams dans l'Illinois, aux États-Unis,. Le village est fondé en 1870, sur le tracé de la ligne de chemin de fer, de la Chicago, Burlington and Quincy Railroad et incorporé le 10 août 1901.

## Source de la traduction
- (en) Cet article est partiellement ou en totalité issu de l’article de Wikipédia en anglais intitulé « Loraine, Illinois » (voir la liste des auteurs).

1. 1 2 3  (en) « Loraine, Adams County, Illinois (IL) detailed profile » [« Données sur Loraine, comté d'Adams, Illinois »], sur le site city-data.com (consulté le 13 octobre 2017).
2. ↑  (en) « Loraine (Illinois) », Geographic Names Information System.
3. ↑  (en) The Lewis Publishing Company, Chicago and New York, « History of Mendon and Loraine, Il. From: Quincy and Adams County History and Representative Men », sur le site history.rays-place.com, 1919 (consulté le 13 octobre 2017).